# Ctenotus saxatilis
Ctenotus saxatilis (кам'янистий гребневухий сцинк) — вид сцинкоподібних ящірок родини сцинкових (Scincidae). Ендемік Австралії.

## Поширення і екологія
Кам'янисті гребневухі сцинки мешкають в Західній Австралії, Південній Австралії та Північній Території. Вони живуть на сухих луках, що ростуть на кам'янистих ґрунтах.